# Monument la mormântul comun al ostașilor căzuți în 1941-1945 (Șipoteni)
Monumentul la mormântul comun al ostașilor căzuți în 1941-1945 este un monument amplasat în Șipoteni, raionul Hîncești, Republica Moldova. Este un monument istoric de importanță națională inclus în Registrul monumentelor Republicii Moldova ocrotite de stat cu nr. 662 (raionul Hîncești). Datează din 1970.